# Клавдия (окръг Ларнака)
Вижте пояснителната страница за други значения на Клавдия.
Клавдѝя (на гръцки: Κλαυδιά, Клавдя̀) е село в Кипър, окръг Ларнака. Според статистическата служба на Република Кипър през 2001 г. селото има 448 жители.
Намира се на 10 km западно от Ларнака.